# Niedergsäng
Niedergsäng ist ein Weiler des Kneippheilbades Bad Grönenbach im Landkreis Unterallgäu in Bayern.

## Geografie

### Topographie
Der Weiler Niedergsäng liegt etwa vier Kilometer östlich von Bad Grönenbach auf einer Höhe von 745 m ü. NN. Niedergsäng grenzt im Osten an die Einöde Vordergsäng, im Norden an das Dorf Ittelsburg und im Westen an den Weiler Schwenden.

### Geologie
Der Untergrund von Niedergsäng besteht aus der ungegliederten Oberen Süsswassermolasse, die im Miozän gebildet wurde mit Böden aus Tonen, Schluff, Mergel, Sand und zum Teil aus Kies.

## Geschichte
Der Weiler entstand im Jahr 1738.